# 麻雀放浪記
『麻雀放浪記』（マージャンほうろうき）は、阿佐田哲也による小説。同作をもとに作られた、双葉社・竹書房・講談社の漫画、東映の映画。

## 概要
賭博としての麻雀を題材に、文中では牌活字がしばしば登場する娯楽小説である。戦後復興期のドヤ街を舞台として、主人公「坊や哲」をはじめ、「ドサ健」、「上州虎」といった個性的な登場人物たちが生き生きと描かれ、彼らが生き残りをかけて激闘を繰り広げるピカレスクロマン（悪漢小説）として評価が高い。
1969年（昭和44年）、『週刊大衆』に最初のシリーズ（のちに「青春編」と呼ばれる）が連載され、昭和40年代の麻雀ブームの火付け役となった。以後、1972年（昭和47年）までに計4シリーズが連載された。
小説は角川文庫版のみで4巻すべてが50刷以上を重ね、累計で約200万部を発行（2015年9月時点）したほか、文春文庫からも発行されている。
続編的な作品として『新麻雀放浪記』『外伝・麻雀放浪記』、ドサ健を主人公にしたスピンオフ作品『ドサ健ばくち地獄』がある。
1984年、和田誠監督作品として映画化されたほか、漫画にもなった。
また、本作や各小説をベースとして少年漫画向けに大幅なアレンジを施した『哲也-雀聖と呼ばれた男』は大ヒットし、ゲームやアニメなどでメディアミックス化されている。

## あらすじ
青春編
チンチロ部落での「ドサ健」との出会いをきっかけに賭博の世界に足を踏み入れた「坊や哲」は「ママ」や「出目徳」らによって麻雀に深くのめりこんでいく。そして、「ドサ健」、「出目徳」、「女衒の達」らとの果てしない青天井麻雀は意外な結末を迎える。1969年1月から6月まで『週刊大衆』に連載。
風雲編
ヒロポン中毒のため、代打ち麻雀で失態を演じた「坊や哲」は東京を去る。新天地、大阪での「達磨」「タンクロウ」らとの激闘。慣れないブウ麻雀に初めは戸惑うが…。1970年1月から6月まで『週刊大衆』に連載。
激闘編
麻雀の打ち過ぎか、肘が上がらず、「芸」が使えなくなった「坊や哲」。TS会から「カラス金」を借りて麻雀を打つが、時は戦後の復興真っ最中であり、自分の生き方と世間のギャップに戸惑う…。1971年1月から6月まで『週刊大衆』に連載。
番外編
「親指トム」のあだ名を持つ「李億春」を主人公に据えた完結編。一方「坊や哲」は麻雀から足を洗い、勤め人になっていたが、「ドサ健」との再会により再び麻雀の世界に身を投じる。1972年1月から6月まで『週刊大衆』に連載。

## 登場人物
本作の魅力のひとつに「坊や哲」と、彼を取巻く個性豊かなバイニン（商売人。玄人の博打打ちを指す）達が挙げられる。

### 主要人物
坊や哲（ぼうやてつ）
本作の主人公で語り部。初登場時16歳。一人称は「僕」、『風雲編』からは「俺」、著者自身の語りでは「私」、オックスクラブのママとの会話では「僕」になる。紅星中学卒業直後、上州虎との再会やドサ健との出会いをきっかけに賭博の世界に足を踏み入れる。このとき、まだ子供だったことと一張羅として中学時代の学生服を着ていたことから「坊や」と呼ばれるようになり、やがてバイニンとしての通り名となった。
戦時中は学徒動員によって工場で働いており、そこで上州虎と出会い博打を覚えた。この頃から博打の筋は良かったらしい。中学卒業直後に終戦を迎え、家族には「仕事に行く」と偽って当てのないまま時間を潰しているとき、偶然上州虎と再会、上野の賭場に案内されてドサ健と出会い、彼のいいカモにされながら、やがて勝負師としての才能が開花していく。イカサマなしの平で勝負をしたがるという傾向があり、コンビを組む主に対して遣る瀬無い行動に出てしまうこともしばしばある。また、この時点では情にもろい傾向があり、出目徳と打ち負かした学生から巻き上げた金を一部返上したり、チン六がドサ健に騙されたときの愚痴を聞いて金を恵んだりしていた。ただし、後者の方は「小さな恩を売っておき、いずれこき使う」という心算があった。本人いわく「ドサ健とは対照的に、捨てるようなところを何とか生かし、種を撒いて育てて食う」 という持論を持つ。上州虎から実家の空き巣に入られた際、親が家を留守にするきっかけを作ったのが哲であったため、親に疑われ始めたことで実家に帰りづらくなり、やがて麻雀放浪を生きる道と決定付けることになる。
オックスクラブでの初入店時には戦中以来の麻雀だったことも相まって、雀力が乏しかった。そのことでジョニイから制裁をうけ、オックスクラブのママから介抱されたことをきっかけにママのオヒキ（相棒）となってゲンロクなどの博打修行に励む。ママとの同棲に近い暮らしのなかで彼女に惹かれていくものの、同時に彼女の教えの影響から超えるべき目標としても見ている。だがしかし、コンビとの関係は長くは続かず、単独で雀荘を回り稼ぎに出てしまうことが災いしたこともあって、オックスクラブがガサ入れに遭ったのを機に結果的に自然解消となった。
ガン牌使いの清水との出会いがきっかけで、バイニンの世界には様々な技を使う麻雀打ちが存在することを意識する。その折に株屋を名乗っていた出目徳と出会い、自身の打ち筋を見出されてコンビを組み、「大四喜字一色十枚爆弾」や「2の2天和」「通し（サイン）」を仕込まれる（当初はサイコロの出目は7が一番出しやすかった、と語っている）。これらの技を持って後にドサ健に挑み勝利する。しかし、いずれもやがて自身も出目徳を敵に廻してしまうであろうと予知し、出目徳に対抗するための技を考えるようになる。その折、ドサ健との勝負を偶然見ていた女衒の達と馴れ合い、師事された折に出目徳に対抗する技「大四喜切り返し爆弾」を持ちかけられ、それに乗り、不覚にも出目徳から仕込まれた技をばらしてしまい、後にドサ健と組んだ女衒の達が技の一部を披露したことで出目徳の怒りを買い、土壇場で自然解消となる。激闘の末に出目徳は急死したが、そのときの自身の気持ちを言葉に表せなかった。
風雲編
昭和26年、20歳を過ぎた現在でも「坊や」と呼ばれており、「金があるときは麻雀を打たず、無いときに打つ」ことを心がけていたが、同時にヒロポン中毒に陥っており、本来一匹狼であるはずのバイニンが「誰かのために働く犬」、つまりヒロポンのために誰かに縋って生きる犬に成り下がっていた。それを前後してS組のヤクザの若い衆や小菅から西大久保の丸木旅館での土建Y組との麻雀の代打ちを頼まれてそれに渋るが、小菅からヒロポンを貰い「麻雀がお前の商売だろうが」と叱咤激励される形で代打ちにを引き受ける。ヒロポンの禁断症状により幻覚に苛まれ続け、それに比例して度々ヒロポンの要求をしたことで小菅に暴行を受けるが、それにより一皮剥け、得意のイカサマ技を使用するが、ばれて落とし前としてエンコ詰めを自分ですることを強要されるも「好きにしろ」「力に頭は下げない」と言い、焼きを入れられそうになるが、土建Y組のステテコこと岩吉に手形のエンコ詰めをとって坊や哲の名誉を預かられる形で事なきを得る。
その後もヒロポンの禁断症状は悪化し、ギャングバーの男女2人と口論になったうえで警察沙汰になる散々な目に遭っていたところ、岩吉に頼まれたボタンヌのママに引き取られ、彼女に説教と叱咤激励と一宿一飯の恩義を受ける。今や「ヒロポン中毒の負け犬」に成り下がり、バイニンを廃業してカタギに戻ろうとしたところを前後して岩吉に持ちかけられたデンスケ博打のサクラ役を引き受け、彼のオヒキ（相棒）になる形で暫く行動を共にする。その折にクソ丸とドテ子との出会いから始まった麻雀にて、ヤクザの代打ち以来久しぶりに牌を握っていくうちに、かつてのバイニンとしての感性を少しずつ取り戻していく。その成り行きで2人に同行し、新天地・大阪の雀荘を放浪する。ブウ麻雀の雀荘「白楼」にて、タンクロウをはじめとするクセ者揃いのバイニン（ケン師）たちに翻弄される。その時、途中で別れたはずのドテ子がコンビを組むことを志望したが、そのふざけた態度から断るも、雀荘「白楼」での意外な活躍から彼女を信頼し、コンビ結成を了承する。大恩寺での激戦を経て、ドテ子、タンクロウが寝ている隙を見て煙をまく形で新宿へと帰路する。
激闘編
敗戦から7年間麻雀を打ち続けて23歳になり、身なりもボロボロになったのを前後して高度経済成長に伴う世間の変わりように違和感を覚え始めたころ、小学校時代の恩師と再会する。彼から就職の世話をされそうになるが、それを断る。だが、自身の右腕が肱関節内軟骨剥離になり麻雀を打つこともままならない状態に陥っていた。TS会から借金をして麻雀に臨む。
ドサ健（ドサけん）
上野を拠点とする生粋のバイニン。カモを見つけるとそれにつけ込んで言葉巧みに上手く相手から財産を毟り取る、筋金入りの「悪党」。坊や哲いわく「真正面からぶつかり、美味なところだけを喰って、後は捨てていく」。坊や哲を自分の思うままに利用する一方で、彼に「運」の概念やバイニンとしての生き方を教え込む。
博打を「商売」と捉えており、運のコントロールにも長けている。それ故に、博打の資本は「運」とも語っており、「自分の運の限度を理解した上で、博打で運を限度まで使い切ったらその晩はサッとやめる」ことを自分のルールにしている。坊や哲からチンチロリンの勝率を「健さんは腕がいいから勝てた」と問われた際には「運が良かったから」と否定しており、「博打は結局のところ、理屈ではない」と、坊や哲に「運」の概念を刷り込んだ。
チンチロリンでは、参加者のそれぞれのサイコロの出目を覚えているほどの記憶力のほか、「これからの時代は麻雀が流行る」と先を読むなど、先見の明を持っている。だが、前者は「商売だから」覚えているにすぎず、「サイコロ賭博より麻雀や花札など技巧中心の博打が肌に合う」と坊や哲に語っている。
チンチロ部落の勝ち頭にして賭場を仕切る用心棒的な存在として登場。そこで坊や哲に目を付け、博打のテクニックを身体で教えた上でチンチロリンの勝ち分から闇市「かに屋」での酒代と授業料を差し引き、坊や哲とオックスクラブの賭場に入店した際に場代を坊や哲に出させて自分は稼ぐだけ稼いだ後、負けが込んでいた坊や哲を置き去りにしていった。
その後、麻雀の腕を上野の各雀荘の店主に買われて「博打会社」を経営し、上州虎をはじめとする数人の手下を持ち、自分たちにとって都合のいいカモを量産するために麻雀教室を開き、カタギ（一般人）から授業料を含めて上野界隈の雀荘での賭け金を毟れるように、表向きにはイカサマ防止の旨を伝えた上で、新しい役リーチを流行らせる手段を打った。その折に、チン六を雀荘の主人になることを持ちかけて上手いこと騙し、なけなしの金を奪い取った。
やがて、坊や哲をオヒキにした出目徳とまゆみの実家である雀荘にて激戦を繰り広げるも、出目徳の必殺技である「2の2天和」の前になす術もなく敗北、まゆみの実家の登記簿を含め、ほぼ全財産を毟られる。
その後は出目徳に対抗するための技を編み出すために麻雀に没頭し始める。後に梅という男が金持ちの相手を紹介された際、渋った末に女衒の達に自身の愛人であるまゆみを売って金にしてまで勝負を挑むも、出目徳に敗北して以来、バイニンとしての感性が狂い、落ち目になっていたため、金持ち相手の麻雀も仕組まれていたことに感づけなかった（勝負は中断された）。
後にバイニンとしての感性を取り戻し、坊や哲の技巧を熟知している女衒の達と組む形で出目徳と激戦を繰り広げる。その末に出目徳が事切れたのと同時に出目徳の持ち物すべてと衣服を剥ぎ取り、坊や哲と女衒の達とで分け合った後、死に際に出目徳があがった筒子の九蓮宝燈に敬意を示して筒子抜きの三人麻雀を繰り広げる。夜明けが近づくと上野から輸タクを持ち出して出目徳の遺体を坊や哲と女衒の達とで運び出し、出目徳の自宅の近くにある泥溝（ドブ）に放り込み、そこで再度勝負師としての敬意を示した。
出目徳の一件から10年後の物語であるスピンオフ作品『ドサ健ばくち地獄』では主人公を務める。
風雲編
ヒロポン中毒に陥った坊や哲の夢の中に登場する。
激闘編
自身が経営する雀荘「悟空林」で坊や哲と再会する。
オックスクラブのママ
本名「八代ゆき」。己の才覚でうまく世を渡る女性。坊や哲の見解によると、年齢は26-27歳くらい。坊や哲が打倒ドサ健およびバイニンとして生きるきっかけを作ったキーパーソン的な存在の1人。
セレベス生まれで、戦中は軍事関係の仕事に着いており、英語が堪能。また、娼婦としても活動している。オックスクラブでの麻雀でのいざこざで鷲鼻（ジョニイ）に鉄拳制裁を受けた坊や哲に才能を見出し、麻雀のコンビを作ることを提案する。それを紆余曲折の末に受け入れた坊や哲に麻雀のイカサマ技や博打のノウハウを叩き込んだ。その際、坊や哲に「博打の世界での人間関係はボスと奴隷と敵の三つしかない」と教え込み、坊や哲はその言葉を深く胸に刻み込む。後にオックスクラブがガサ入れを受けるのを前後して、やがて姿を消す。
風雲編
大阪の麻雀クラブ「紅鶴」のママとして坊や哲と3年ぶりの再会を果たす。

### 青春編
上州虎（じょうしゅうとら）
本名「樋口虎吉」。大正時代の終焉あたりから麻雀・博打を打っている、賭博暦30年の戦前派のバイニンの1人。片腕の傷痍軍人で、ぼろぼろのシャツ一枚に戦闘帽を被った中年男性。通り名は、上州（現在の群馬県）出身であることに由来する。出目徳の友人でもあり、戦後は彼の家に泊まっている。
戦時中はN工場の工員として働いていたが、ダイカストで重傷を負い、右肩の付け根あたりから先を失うが、これを公傷扱いとして工場で保障され、片腕しかないのをいいことに博打ばかりやっていた。学徒時代の坊や哲に丁半、チョボ一、オイチョ、麻雀などの博打を教えていた。
戦後直後、上野の部落で行われている博打に参戦するために、たたき（強盗）、のび（空巣）、かっぱらいなどの悪事を犯してまで金をためてきた。博打に参戦するときは最初部落の仲間に断られたが、自分の片腕を見せて「自分は片腕しかないから博打しか楽しみがない」と哀れさを見せ、嘆願した末に参戦できた。初挑戦するチンチロリンにすぐに親しみ興じ、当初は好調に勝つが、最終的に一文無しとなる。その後、金を手に入れるために人にナイフを突きつけ脅迫したが、その人がかつて鶴見工場で同僚だった坊や哲であり、偶然の再会を果たす。行くあてもなかった坊や哲にチンチロリンの勝ち分半分をもらうことを条件に、坊や哲に上野の賭場に案内する。
坊や哲がチンチロリンで勝ち続けだいぶタネ銭（賭け金）が浮いてきた際に、廻銭することを坊や哲に強要するも断られる。「金の貸し借りは禁止」と主張するドサ健と揉め、賭場の外に連れられ口論の末に賭場を追い出される。そのため坊や哲からチンチロリンの勝ち分を回収し損ねた。後日、坊や哲の実家に空き巣に入った件について、そのことを持ち出して坊や哲に対して弁明している。
その後、ドサ健の昼限定の手下となり、ドサ健の縄張りである上野に数十軒ある雀荘に都合のいいカモを量産するために麻雀講師となって暗躍する。
後にドサ健に挑みにきた出目徳との勝負に立会い、ドサ健側と出目徳側との通し（サイン）を互いに教えあうダブルスパイを担った。ドサ健の敗北後、まゆみの家（雀荘）の登記簿を出目徳から受け取り、雀荘の主人となった。しかし、家屋を持ったことで欲が沸き、達がドサ健から質としてあずかったまゆみに目をつけ、彼女を手にしようと達に登記簿とまゆみを交換したうえでそれらをサシウマの対象として麻雀博打に挑む。飴屋と梅を卓に入れた激戦の末に敗北し、家と女を失う破目になった。
チン六（チンろく）
少年期から博打を生業としている年配の博打打ちで、チンチロ部落で大勝ちしていた男の1人。
密造酒の闇売りで小金をためていたが、ドサ健に唆されて雀荘の主人になる事を持ちかけられる。自身の苦手な麻雀に渋々つき合わされていくうちに、博打打ちだと言うプライドに魔が差し、ドサ健一派のいいように踊らされて詐欺同然に財産を博打で取られる。その後、チンチロ部落にガサ入れが入り、商売道具を押収されすべてを失うが、ドサ健の愚痴を聞いてくれ金を恵んでくれた坊や哲に恩義を感じ、『激闘編』の最後に無一文になった坊や哲に金を返す。
おりん
女装したオカマ（男娼）のバイニンで、チンチロ部落で大勝ちしていた男の1人。
チンチロリンにおいて出時を見計らってグラ賽（偽サイ）を使っていた。坊や哲はこの気配に気付き、グラ賽を売って貰おうと交渉されたが激烈な口調で断り、代わりに銀座にある賭場・オックスクラブを紹介し、バーテンの鈴木に「ナシを打つ」ことを約束させ、同時にいろいろ用心することを諭す。
薄禿げ
チンチロ部落の博打で最初に胴（親番）を勤めた男。最初の出目が3だったことを上州虎から笑われるが、それを「案外3や2の目が強い」と主張して窘める。その後、自身の胴は三回で落ち、見（ケン）に徹した。
鉢巻き、角刈り、モンペ
それぞれチンチロ部落の博打に参加した男たち。
「かに屋」の店主
御徒町の国電の高架沿いにあるバラック小屋で飲食店（闇市）「かに屋」を営む中年男性。坊や哲、ドサ健、上州虎が御用達にしている。
当時の食糧事情では貴重品である銀シャリや酒などを高額で取り扱っている。ドサ健の入れ知恵によりチンチロリンで大勝ちした坊や哲に食事を振舞う。ドサ健とは以前からの知り合いであるが、彼のまゆみへのぞんざいな扱いに対して難色を示している。
『激闘編』では、高度経済成長の影響により「店ごと」姿を消していた。
鈴木
オックスクラブのバーテンの男。おりんの紹介できた坊や哲とドサ健を賭場へと案内する。後にオックスクラブがガサ入れを受けるのを前後して、やがて姿を消す。
鷲鼻（わしばな） / ジョニイ
オックスクラブの常連客の1人であるアメリカ人。感情の起伏が激しく、麻雀で勝てば上機嫌になり、負ければ不機嫌になる。また、当時雀力が乏しかった坊や哲に金が払われなかったことで激昂し、オックスクラブの路地裏で鉄拳制裁を施す。しかし、次に再会した際には麻雀で勝っていたので上機嫌に坊や哲と会話を交わした上で麻雀で圧勝する。後にオックスクラブがガサ入れを受けるのを前後して、やがて姿を消す。
清水
ガン牌の達人。長髪にポマードを塗り、オーヴァコートを羽織った色白の美青年。数寄屋橋にある日劇地下の雀荘にて坊や哲の打ち筋に目をつけ、煙草を渡したのを機に親しくなる。坊や哲に小伝馬町にある一局精算のブン屋ルールの雀荘を紹介し、そこで一緒に打つ上でガン牌を披露する。対局後に坊や哲にもガン牌の秘密の一部を教え、通っていると察知したオックスクラブを紹介することを要求した。その後、坊や哲とかに屋で落ち合う予定だったが、進駐軍のシボレーに轢かれて無残な最期を遂げる。
テディ（日系二世）、ロイ、ディック
横浜にあるクラブバーで麻雀博打を打っていたアメリカ人たち。ママに打ち負かされたが、テディはママの勝ち金をカツアゲした。
ソッキン
ドサ健の片腕。本名を「上田則近」といい、通称も名前の音読みが由来。雀力は素人そのもので、ドサ健のオヒキとして出目徳に挑むも、ドサ健ともども完膚無きまでに打ち負かされる。
女衒の達（ぜげんのたつ）
吉原で女衒を生業とする、和服（着流し）を着た三十男。出目徳とドサ健の対決に立ち会い、坊や哲に博打の師事を申し込む。そのうえで坊や哲が出目徳を敵に回した時の技を考案している最中に、自身が考案した「大四喜十枚切返し爆弾」を持ちかけ、坊や哲から出目徳の技すべてを教えられる。その後、ドサ健の借金のかたにまゆみを引き取り、上州虎が主人となったまゆみの家の雀荘で上州虎に店の登記簿とまゆみを賭けた勝負に挑み勝利する。その後、ドサ健と組む形でバイニンとして出目徳との青天井麻雀に身を投じる。激戦のさなか、出目徳の死後、坊や哲、ドサ健と三人麻雀で対決し、夜明け際に出目徳の遺体を放り込んだ後、出目徳を賞賛する言葉をかけた。
激闘編
新橋裏の雀荘の前で坊や哲と再会する。この時、女衒を続けているかは不明だが、げっそりと頬がこけ、顔が赤らみ、昔よりも十年老け込んだ感じであったと坊や哲は評している。
出目徳（でめとく）
本名「大場徳次郎（おおば とくじろう）」。登場当初は株屋を自称する、戦前派の生粋のバイニンの1人。上州虎の友人でもある。既婚者。
坊や哲の打ち筋に目をつけ、上州虎に連れてこられたことを機にコンビを組む。そのうえで「2の2の天和」「大四喜字一色十枚爆弾」などの数々の技を教え、各地域の雀荘を放浪する。上野でドサ健と対決し完膚無きまでに叩きのめす。その後、ドサ健、女衒の達らと対決する事になった際にヒロポンを注射した上で麻雀に挑む。しかし初戦で坊や哲が自身の技を女衒の達に教えたことを知りこれに怒り、コンビ自然解消となる。激闘の末、ヒロポン中毒の影響により容態が悪化したのと同時に九蓮宝燈をあがり事切れた。その後身ぐるみ剥ぎ取られ、遺体はドサ健らによって自宅近くの泥溝（ドブ）に放り込まれた。
まゆみ
ドサ健の愛人。死んだ父親の店を引き継ぐ。ドサ健には歪んだ愛情を持っており、付きつ離れつを繰り返している。
梅
ドサ健の知り合い。ドサ健に金持ち相手の麻雀勝負を持ちかける。その後、女衒の達と上州虎とのサシウマ麻雀の対決にも第三者として卓に入る。
川辺、岡本、塚田
梅が落ち目になっていたドサ健に紹介した金持ち衆。川辺は税理士、岡本は川辺家の事務員、塚田は海苔屋。
対局の途中で揉め合いを起こして勝負が中断となるが、ドサ健は後になってこのことを仕組まれた麻雀であったことを推測している。
グリーン・アイのママ
オックスクラブがガサ入れを受けた後に権利書を引き継いだ後にできた酒場「グリーン・アイ」のママ。オックスクラブが二ヶ月前にガサ入れを受けたことを坊や哲に教え、彼にウイスキーを注ぎ、「坊やの癖に博打はするもんじゃない」と諭す。
小沼
坊や哲の同級生で、中学時代は教練が得意で号令をかけることが好きだった。現在は地方に通う高校生で、里帰りの途中で坊や哲との再会に喜ぶが、同じく同級生の深谷と再会した折に接触を拒まれた旨を伝え相談した。

### 風雲編
小菅（こすげ）
S組のヤクザ。坊や哲にヒロポンを渡し、土建Y組との対決で得る麻雀の勝ち金を自身に渡すように麻雀の助っ人に借り出す。ヒロポン中毒に陥っていた坊や哲を見かねて殴り飛ばし麻雀の続行を強要するが、イカサマを犯した坊や哲にエンコ詰めを強要した。
サブ
S組切っての麻雀打ちであるヤクザ。
松本
S組のヤクザで、サブの先輩。仕事があるため、坊や哲にヒロポンのアンプルケースを渡して去っていった。
ステテコ / 小道岩吉（こみち いわきち）
土建Y組のヤクザ。S組との対決で、イカサマの落とし前を付けさせられようとした坊や哲に、小指の手形を取る形で騒動を抑えた。後にボタンヌのママに拘留中の坊や哲を受け出し役になることを依頼する。坊や哲にデンスケ博打のサクラの仕事をやることを持ちかけ、それを坊や哲が引き受けたことで「小指の手形」を破棄し、暫く行動を共にする。その行く先の折、クソ丸にモヤ返しで負け、旅館で麻雀対決する。また、クソ丸とドテ子のあだ名を「2人揃って漫才師みたいだ」と揶揄していた。その後、久々に牌を握り興奮が収まらない坊や哲に、自身に気を遣わずにクソ丸たちに付いて行くことを諭し、手取りの金を渡して坊や哲とその場で別れた。
激闘編
坊や哲と再会する。
ボタンヌのママ
小菅らS組のヤクザ御用達の酒場「ボタンヌ」のママ。ヒロポン中毒になっていた坊や哲を岩吉の頼みで警察から受け出し（身許保証人）を買って出た。その上で坊や哲に説教と叱咤激励をした上で介抱する。
クソ丸
禅坊主だが、博打も嗜む破戒僧。ドテ子を連れて賭博の旅をしている。一人称は「わい」か「俺」。あだ名の由来は河原で排泄していたところを、偶然売春していたドテ子が見たことから名付けられた。これが縁でドテ子と行動を共にしている。本人はあくまで「坊主であって、博打打ちではない」と主張するが、ブウ麻雀でなら「俺が勝って当たり前」というほどの自信家で、岩吉の「モヤ返し」博打に圧勝するなど、腕前とツキは博打打ちに匹敵する。亡き父の形見の麻雀牌で、坊や哲、岩吉と一局精算の麻雀で対決する。また、鈍行列車で行われたバッタまき博打ではドテ子に出目を頼って荒稼ぎしていた。
ドテ子
クソ丸の連れである女。一人称は「あたい」か「あたし」。初登場時は自身の誕生日であった。外見は、坊や哲いわく「まだ16、7くらいの眼玉のでっかい、お下げ髪のかわいい少女」だが、実年齢は22歳。あだ名の由来は「土提（どて）でお客と寝ている」ことから来ている。そこで偶然クソ丸の排泄を目撃したことが縁で彼と行動を共にしている。父親はポン丸という芸人であり、クソ丸の牌に1枚その印が刻まれている。
博打はクソ丸から教わった。博打の腕前こそ素人そのものだが、坊や哲、岩吉との一局精算の麻雀では2回連続であがるなど絶大なツキの持ち主。また、勘も鋭く、途中で別れた坊や哲は後から鈍行列車に来ることを的中させたうえ、鈍行列車で行われたバッタまきではクソ丸に出目を頼られ、自身も参戦した折には有り金全部を賭け大当たりさせた。その成り行きで坊や哲に興味を持ち、大阪でコンビを組むことになる。
親から付けられた本名を知らない。そのことから、坊や哲に、かつて小学校時代のマドンナであった少女の名前「江島多加子」と命名された。
三角
三角組の会長で、鈍行列車で行われる賭場の元・貸元。
板倉
鈍行列車で行われる賭場の廻銭屋。
利三郎
鈍行列車で行われる賭場の貸元で、三角の後任。
桐谷（きりや）
坊や哲の回想に登場する、年長のバイニン。以前の坊や哲に「素人を狙え」と、バイニンの処世術を教えた。
タンクロウ
大阪の老人のバイニンで、ブウ麻雀の打ち手。単騎待ちを得意としている。
達磨（だるま）
大阪の道頓堀付近にある雀荘「白楼」のマスター。その名の通り、達磨を髣髴させる肥満体型で、どてらを羽織っている。ブウ麻雀の凄腕の打ち手。
ぎっちょ / 西村
達磨の仲間。既婚者であり、妻の父の家業である湯たんぽ屋をリヤカーを引いて回っている。打倒「白楼」を目論んだ坊や哲に詐欺の標的にされ、「白楼」で達磨らと内輪もめを起こした末に麻雀ですべてを失う。
ニッカボッカ / 岡田
達磨の仲間。
飛び甚（とびじん）
親子三代のケン師（バイニン）。麻雀クラブ「紅鶴」にて、坊や哲を見下し、点棒を隠したなどと言いがかりを付けて罰金を要求するが、ママの策略により坊や哲からしっぺ返しを喰らう。そしてその報いとして「紅鶴」を出禁になり、そのことを逆恨みして坊や哲に突っかかるが、坊や哲から大恩寺の寺麻雀を紹介されたことで離れる。
老師
大恩寺の和尚。
定恩
大恩寺の坊主。
女学生
大恩寺の女給。

### 激闘編
先生
坊や哲の小学校時代の恩師。再会当時の坊や哲の姿を見て察し、石鹸会社の就職の世話をする話を持ち掛け、暗にカタギの生活を送るように諭すも断られる。
トーダイ
坊や哲の行きつけの麻雀クラブのメンバーで医者の卵。坊や哲の右腕の痛みの症状を、麻雀の打ちすぎによる肱関節内軟骨剥離だと診断し、手術しなきゃ治らないと忠告した。
TS会
坊や哲に金を貸した地下組織の金貸し。TS会は仮名で、「本当の名前は怖くて書けない」と説明されている。一日一割の烏金を扱っており、返金が遅れて消されていく犯罪者が後を絶たないという。
コーダ安（コーダやす）
キャバレーのボーイ。坊や哲に女のカモを紹介すると持ち掛ける。
春美（はるみ）
キャバレーのホステス。
パパ
春美のパパ。坊や哲、鎌田と卓を共にする。
鎌田 一邦（かまた かずくに）
キャバレーのマスター。「鎌ちゃん」の愛称で呼ばれる。競馬が趣味。
板倉 勇（ゆう）
TS会の使い。坊や哲に借金の取り立てに来る。
チャンカァ
雀荘「悟空林」の店番をしている中国風の中年女性。片言の日本語を話す。「チャンカァ」は「ドサ健のカァチャン」という意味。
山本
坊や哲の中学時代の同級生だが、坊や哲本人は彼の名前を忘れていた。上級学校を卒業し、現在はサラリーマン。再会と同時に坊や哲を麻雀に誘う。小学生のころから牌を握ってきたため、雀力もそれなり。
モッちゃん
山本の友人。坊や哲と山本と卓を囲む。
トク / 三井
出目徳の息子で、「三井」は母の性。

### 番外編
李億春（り おくしゅん）
北九州のバイニン。長崎生まれ。後に「親指トム」の通り名を持つことになる「ツリ技」の名手だが、実は両手共に親指以外の指は第一関節から先を失っており、普段は両手に詰め物をした黒い手袋（義手の代わり）を嵌めている。
北九州飯塚市の雀荘「R」にて雀マネ（雀ボーイ）をしているが、マスターに頼まれてやっているわけではなく給料ももらえず、一宿一飯で凌ぐ歪な日々を送っている、いわば食い詰めたなれの果て。当時は100円札（現在の紙幣価値で約1000円）しか持っておらず、博打以外の職にはついたことがなかった。
ガス
ガス牌（にせ牌）を使う「ガス師」。住所不定だが、著者によると「巣があるとすれば大阪」であり、関西弁で話す。容姿は色白の好男子であり、弱そうな腕力だが確かな眼力としなやかな手指を持つ「先天性」の才能を持った麻雀打ち。三十男の独身。大阪をはじめとする近畿、四国、中国、九州を転々として大阪に戻る旅打ちを主な商売にしており、稼いだ金で「キャバレエ」でひと騒ぎするなど、相当儲けている。茶色のボストンバッグを持ち歩いており、その中には商売道具である「ガス牌」が紙に包まれて入っている（その種類は厚手の牌、うすい牌、竹牌の新しいもの、古いもの、機械掘り、骨牌、練り牌、象牙牌と様々）。それらは各地の雀荘を回ってくすねてきたものである（キャバレエの女には職業は強盗と嘘をついており、7，8年やっていると言っていた）。
広島の駅でロッカーからバッグをうっかり落としてしまい、その拍子にこぼれた牌を野宿していた李億春に見られ、寝泊まりしていたユリの家で麻雀を挑まれ、李の撥三枚を見せたブラフに弱みを突かれて敗北し、負け分の代わりにロッカーのカギを渡すハメになり、その弱みを握られたまま呉越同舟のコンビで行動することになり、大阪、東京に遠征する。坊や哲と激戦の際に李に壁役にされ、一勝負が付いた後は李がバイニンたちにイカサマの牌を突き付けられて騒動を起こし、その隙をついて李を見捨ててガス牌の入ったバッグを奪還して保身のために逃亡しようとしたことが仇となり、バッグの中身をばら撒いてしまい、それを見た男たちにリンチされて死亡する。
陳 徳儀 / 陳田 徳儀
ブウ専門の雀荘「福竜」を経営する「東南商事」の社長である三国人。上記の二つ名は便宜上、名刺に記載されているもの。
高峰
陳の部下である狸顔の三十男。
森サブ（もりサブ）
雀荘「P」のエース（勝ち頭）である若者。

## 書籍
以下には現在入手可能なものを示す。
- 麻雀放浪記（一） 青春編 角川文庫 ISBN 4-04-145951-6
- 麻雀放浪記（二） 風雲編 角川文庫 ISBN 4-04-145952-4
- 麻雀放浪記（三） 激闘編 角川文庫 ISBN 4-04-145953-2
- 麻雀放浪記（四） 番外編 角川文庫 ISBN 4-04-145954-0

## お蔵入りの箇所
執筆の段階では、筑豊の炭鉱にて、中国人や在日コリアンらが麻雀に興じるシーンがあった。この他に被差別部落者が加わっていたくだりがあったが、編集段階でカットされており、お蔵入りとなっている（『徹底追及「言葉狩り」と差別』（文藝春秋）より小林健治の談話）。

## 映画（1984年版）
原作小説の第1巻「青春編」が、1984年（昭和59年）に「角川映画」の1作として映画化されている。イラストレーターの和田誠がメガホンを取った初監督作品であり、伊丹十三監督作『お葬式』とともに異業種映画監督デビューの走りとなった。第58回キネマ旬報ベスト・テン日本映画第4位（読者選出3位）。出目徳役を演じた高品格は影の薄い役者だったが、これ一作のために長い間脇役をやってきたというような凝縮された名演を見せ、日本アカデミー賞ほか、各映画賞の助演男優賞を受賞した。
雀卓を舐めるように旋回するカメラワーク、そして実力派俳優達が演じるばくち打ち達、これらが相まって、麻雀を知らなくても楽しめる娯楽作品に仕上がっている。桜井章一の雀技指導により、「つばめ返し」等のイカサマ技も見られる。
冒頭の焼け跡のカットは、ミニチュアセットとシュノーケルカメラを使った特撮で表現された。
映像は戦後の混乱期の雰囲気を描いたモノクロームとなっている。映画のスタッフとキャスト表示は、現代のカラー映画では冒頭で一部のみ表示しエンディングで全てを表示するフォーマットだが、この映画では冒頭ですべてを表示しエンディングは「終」とだけ表示する白黒映画時代のフォーマットになっている。ただし書体については昔風の書き文字でなく写植である。
この映画のシナリオは『シナリオ麻雀放浪記』として刊行されている。絵コンテの一部は伊丹十三監督の『マルサの女2』のドキュメント「マルサの女2をマルサする」（周防正行演出）で見ることが出来る。また、和田誠自身による撮影記が『新人監督日記』として刊行されている。もともとはドサ健役に松田優作を予定していたが、折り合いがつかず鹿賀丈史に変更となった。
使用されている麻雀のルールはいわゆるアルシーアル麻雀で、途中で立直が進駐軍のローカルルールとして追加されている。

### スタッフ
- 製作：東映、角川春樹事務所
- 監督：和田誠
- 脚本：和田誠、澤井信一郎
- 主題曲：岡晴夫「東京の花売娘」
- 麻雀指導：桑原靖太、桜井章一、荒正義
- 撮影：安藤庄平
- 美術：中村州志
- 照明：梅谷茂
- 録音：宗方弘好
- 編集：西東清明
- 監督補：蔦林淳望
- 助監督：長谷川計二、坂本拓也
- 製作調整：山田光男
- 記録：山之内康代
- 音響効果：原尚
- 技斗：西本良治郎
- 特撮：成田亨
- 現像：東映化学
- プロデューサー：三堀篤
- 協力：かきぬま

### キャスト
- 坊や哲：真田広之
- ドサ健：鹿賀丈史
- 女衒の達：加藤健一
- 上州虎：名古屋章
- 出目徳：高品格
- 八代ゆき（オックスクラブのママ）：加賀まりこ
- まゆみ：大竹しのぶ
- おりん：内藤陳
- 禿げ：篠原勝之
- 角刈：城春樹
- 鉢巻：天本英世
- 荘家：逗子とんぼ
- 鈴木：笹野高史
- テディ：鹿内孝
- 北家：宮城健太郎
- 夜の女：香野麻里
- おかみさん：山本緑
- 出目徳の妻：松浪志保

### 映像ソフト
| 発売日         | レーベル      | 規格    | 規格品番   | 備考         |
| -------------- | ------------- | ------- | ---------- | ------------ |
|                | 東映          | VHS     | KV-F010    |              |
|                | 東映          | VHS     | VRKF-00010 |              |
|                | パイオニア    | LD      | SF068-0017 |              |
| 1995年         | パイオニアLDC | LD      | PILD-1122  |              |
|                | KADOKAWA      | DVD     | DABR-0240  | レンタル専用 |
| 2006年10月20日 | KADOKAWA      | DVD     | DABA-90287 |              |
| 2012年9月28日  | KADOKAWA      | Blu-ray | DAXA-4267  |              |
| 2016年1月29日  | KADOKAWA      | DVD     | DABA-91113 |              |
| 2019年2月8日   | KADOKAWA      | Blu-ray | DAXA-91513 |              |

## 映画（2019年版）
タイトルは『麻雀放浪記2020』。白石和彌が監督、斎藤工が主演を務める。舞台は東京オリンピックが中止になった2020年に1945年から主人公がタイムスリップするという設定でリメイクされる。
2018年12月8日開幕の第3回マカオ国際映画祭でワールドプレミアを行う予定だったが、直前になって急遽出品中止となったと報じられた。しかし、この報道は東映が報道媒体に向けて発表した資料に基づくものであり、事実とは異なるものであることが後に明らかとなった。12月17日、東映は公式ウェブサイトにおいて「宣伝目的で過剰に演出された表現や、思い込みと確認不足による誤り」、「中でもセンサーシップによって本映画の出品が取りやめになったかのような誤解を与えてしまう、映画祭の名誉を著しく傷付ける記述」があったことを認め、謝罪した。
2019年2月12日、坊や哲役で主演の斎藤がふんどし姿で立ち回るシーンが本作中にあることからベストフンドシストアワード2018の「期待の新人賞2019」を受賞した。
2019年3月12日、杜役で本作に出演しているピエール瀧がコカインを使用したとして麻薬取締法違反容疑で逮捕された。これを受けて、番組の打ち切り・放送休止や代役を起用しての再撮影などの対応が各方面で相次ぐ中、本作においては当初の予定通り4月5日にノーカットで劇場公開された。
全編が常時20台のiPhoneで撮影された。

### キャスト
- 坊や哲：斎藤工
- ドテ子：もも（チャラン・ポ・ランタン）
- 八代ゆき / AIユキ：ベッキー[14]
- ドサ健 / ミスターK：的場浩司
- ヴァニラ
- 杜：ピエール瀧
- 高山：村杉蝉之介
- ドク：岡崎体育
- 麻雀番組のプロデューサー：音尾琢真
- 謝罪会見の司会者：井口成人
- 麻雀五輪の実況アナ：土屋和彦
- 借金取りのヤクザ：信太昌之
- 林田：矢島健一
- 麻雀五輪の解説者：舛添要一
- チンチロリンの老人：吉澤健
- 女衒の達：堀内正美[15]
- ナレーション：伊武雅刀
- 出目徳 / ヤン：小松政夫
- クソ丸：竹中直人

### スタッフ
- 原案：阿佐田哲也「麻雀放浪記」（文春文庫刊）
- 監督：白石和彌
- 脚本：佐藤佐吉、渡部亮平、白石和彌
- プロット協力：片山まさゆき
- 音楽：牛尾憲輔
- 主題歌：CHAI「Feel the BEAT」（Sony Music Entertainment (Japan) Inc.）
- 配給：東映
- 制作：シネバザール
- 企画：アスミック・エース
- 製作：「麻雀放浪記2020」製作委員会

## オリジナルビデオ
- 新麻雀放浪記シリーズ（ケイエスエス） - 主演・火野正平
  - 新麻雀放浪記（1999年）
  - 新・麻雀放浪記2（1999年）
  - 新・麻雀放浪記3 死闘編（2000年）
  - 新・麻雀放浪記4 旅情編（2000年）
  - 新・麻雀放浪記5（2001年）

- 外伝 麻雀放浪記シリーズ（ケイエスエス） - 主演・松田賢二
  - 外伝 麻雀放浪記（2002年）
  - 外伝 麻雀放浪記II（2002年）

## 漫画
- 『麻雀放浪記 青春編』作画 北野英明（1975年）双葉社
- 『麻雀放浪記 Classic』作画 井上孝重 連載：近代麻雀オリジナル（1994年 - 1997年）竹書房
- 『哲也-雀聖と呼ばれた男』原案 さいふうめい 作画 星野泰視 連載：週刊少年マガジン（1997年 - 2004年）講談社（本作を初めとする阿佐田哲也の諸作品を大幅にアレンジしたもの）
- 『麻雀放浪記 凌ぎの哲』作画 原恵一郎 連載：近代麻雀（2001年 - 2006年）竹書房
- 『麻雀放浪記』作画 嶺岸信明 連載：週刊大衆（2017年 - 2020年）双葉社
- 『麻雀放浪記2020』作画 清水洋三 連載：近代麻雀（2018年 - 2019年）竹書房（同名タイトルの映画と連動した物語となっている）
- 『麻雀放浪記 風雲篇』作画 嶺岸信明 連載：週刊大衆（2020年 - ）双葉社（『麻雀放浪記』の続編で第2章）

なお、西原理恵子の『まあじゃんほうろうき』は、タイトルの読みが同じであるが、本作とは関連がない。

## ゲーム
- 『麻雀放浪記』シリーズ、ホームデータ、業務用脱衣麻雀、麻雀の思考プログラムを阿佐田哲也が監修したもの。ゲームのストーリーなどについては、小説版との関連性はない。
- 『麻雀放浪記 Classic』 1997年、イマジニア、NINTENDO 64